# Xavier Cima i Ruiz
Xavier Cima i Ruiz (Vic, 23 de desembre de 1977) és un empresari i expolític català, que fou diputat al Parlament de Catalunya en la X legislatura. És parella d'Inés Arrimadas, amb qui es casà el juliol de 2016 a Jerez de la Frontera.

## Biografia
Graduat en Administració i Direcció d'Empreses per la Universitat Oberta de Catalunya, cursà el grau de Màrqueting i Investigació de Mercats a la UOC. Estudià Enginyeria geològica a la Universitat Politècnica de Catalunya. També assolí el certificat de Project Finance Internacional d'OLS.
Treballà durant onze anys com a consultor. Entre els anys 2011 i 2016 fou el president del Consell d'Administració de l'empresa SOMASRSA i, a partir de 2016, dedicà els seus esforços a noves activitats de l'àmbit de l'emprenedoria. També participà de la fundació de Twenty50, plataforma de la que n'és vocal.
El 2007 fou escollit regidor de l'Ajuntament de Ripoll, i a les eleccions municipals espanyoles de 2011 exercí de tinent d'alcalde i cap d'àrea de serveis al Territori i Sostenibilitat; també fou vicepresident d'Hisenda i Serveis d'Assistència Tècnica del Consell Comarcal del Ripollès i tresorer del Consorci Ripollès Desenvolupament en representació de l'Associació Independent de Joves Empresaris del Ripollès (AIJER).
El març de 2013 fou nomenat diputat al Parlament de Catalunya pel grup parlamentari de Convergència i Unió (CiU) en substitució de Montserrat Roura i Massaneda, nomenada delegada de Benestar i Família a Girona. Fou vicepresident de la Mesa de la Comissió d'Interior i de la Mesa de la Comissió d'Empresa i Ocupació, i secretari de la Mesa de la Comissió d'Ensenyament i Universitats. També formà part de la Comissió de Benestar Social, Família i Immigració; la Comissió d'Igualtat; i de la Comissió d'Acció Exterior, Unió Europea i Cooperació.
A les eleccions municipals espanyoles de 2015 fou reescollit regidor de l'Ajuntament de Ripoll per CiU, i cap d'àrea de Territori, Sostenibilitat i Empresa, càrrec que exercí fins al 2016, moment en què abandonà l'activitat política per centrar-se únicament en l'activitat empresarial.
Es va casar el juliol de 2016 a Jerez de la Frontera amb Inés Arrimadas García, la cap de llista al Parlament de Catalunya de Ciutadans - Partit de la Ciutadania, i el 29 de novembre de 2016 creà la consultora Observatori 2050, juntament amb Roger Muntañola, que operà sota la marca comercial Diplolicy. Entre els seus clients destacats s'hi trobà l'empresa Uber. A finals del 2018, es vengué la seva participació de Diplolicy per incorporar-se a la consultora de comunicació Kreab com a director de Polítiques Digitals i en 2019 va anar a viure a Madrid amb Arrimadas, on van tenir dos fills, Álex en 2020 i Marc en març de 2022.
A l'octubre de 2021 manifestà que volia deixar Kreab per motius personals i la decisió, de mutu acord, es feu efectiva quan finalitzà l'any. Després que la seva dona abandonés la seva trajectòria política, van mudar-se a Jerez de la Frontera, però es van separar el mateix estiu de 2023.